# Вікі Пенья
Вікі Пенья(11 січня 1954, Барселона, Іспанія) — іспанська акторка театру та кіно. 

## Вибіркова фільмографія
- Секрети серця (1997)
- Голоси вночі (2003)

## Нагороди
- Премія Гауді (2011)
- Премія Max (1998, 2000, 2008, 2011)